# 恩化县
恩化县，中国古县名。
辽圣宗开泰年间辽朝置恩化县，治所在今内蒙古自治区喀喇沁旗东南西桥乡东土城子。为恩州治。金太祖天辅六年（1122年），金朝攻克恩州恩化县。金熙宗天眷二年（1139年） 废为恩化镇。